# Megobaralipton bicoloripes
Megobaralipton bicoloripes là một loài bọ cánh cứng trong họ Cerambycidae.